# Asisite
La asisite è un minerale.